# Валлин, Кристер
Бенгт Кри́стер Ва́ллин (швед. Bengt Christer Wallin; 17 июня 1969, Тимро, Вестерноррланд, Швеция) — шведский пловец. Представлял Швецию в плавании на летних Олимпийских играх 1988 года, а также в 1992, и 1996 годах. Двукратный серебряный призёр Олимпийских игр и двукратный чемпион мира в составе шведской эстафеты.
Он также плавал 200 м баттерфляем и 400 м вольным стилем, по которым никогда не выигрывал медали.